# سعیده منبهی
سعیده المِنِبهی (زادروز: ۱۹۵۲، مراکش/درگذشت: ۱۱ دسامبر ۱۹۷۷، کازابلانکا)،  شاعر، معلم دبیرستان، فعال سیاسی و عضو جنبش انقلابی مارکسیستی إلی الأمام بود. وی در سال ۱۹۷۵، به همراه پنج نفر دیگر از اعضای جنبش به اتهام فعالیت‌های ضد دولتی به هفت سال زندان محکوم شد. در ۸ نوامبر ۱۹۷۷، در زندان کازابلانکا به اعتصاب غذای گروهی پیوست. او پس از ۳۵ روز اعتصاب، در بیمارستان ابن سینه درگذشت.
مجموعه شعرهای او که ابتدا در سال ۱۹۷۸ منتشر شد،  سپس در سال ۲۰۰۰ بازنشر گردید، نمونه‌ای برجسته از ادبیات انقلابی و فمینیستی مراکش محسوب می‌شود. منبهی اشعارش را به زبان فرانسه می‌نوشت. در سال ۲۰۲۱، برای اولین بار گزیده‌ای از اشعار او به انگلیسی ترجمه و توسط See Red Press منتشر شد.

## آدم ربایی
در ۱۶ ژانویه ۱۹۷۶، سعیده منبهی به همراه سه زن مبارز دیگر، رابعه فتوح، پیرا دی ماگیو و فاطمه عکاشه، در زندان مخفی مولای شریف در کازابلانکا ربوده و بازداشت شد. این مکان بعدها به‌عنوان یکی از مهم‌ترین مراکز شکنجه در دوران حکومت شاه حسن دوم شناخته شد.
آن‌ها در این زندان تحت شکنجه‌های شدید جسمی و روانی قرار گرفتند و پس از مدتی به زندان غیرنظامی کازابلانکا منتقل شدند. سعیده منبهی، فاطمه عکاشه و رابعه فتوح در این زندان به حبس انفرادی نامحدود محکوم شدند.

## آثار منتشر شده
- Menebhi, Saïda (1978). Poèmes, lettres, écrits de prison (به فرانسوی). Comités de lutte contre la répression au Maroc. [۷]
- Menebhi, Saïda (2021). Prison, Poetry, Martyrdom: Saida Menebhi and the Moroccan Years of Lead (به انگلیسی). See Red Press.